# Brigadier scolaire
 (janvier 2021).
La mise en forme du texte ne suit pas les recommandations de Wikipédia : il faut le « wikifier ».
Les points d'amélioration suivants sont les cas les plus fréquents :
- Les titres sont pré-formatés par le logiciel. Ils ne sont ni en capitales, ni en gras.
- Le texte ne doit pas être écrit en capitales (les noms de famille non plus), ni en gras, ni en italique, ni en « petit »…
- Le gras n'est utilisé que pour surligner le titre de l'article dans l'introduction, une seule fois.
- L'italique est rarement utilisé : mots en langue étrangère, titres d'œuvres, noms de bateaux, etc.
- Les citations ne sont pas en italique mais en corps de texte normal. Elles sont entourées par des guillemets français : « et ».
- Les listes à puces sont à éviter, des paragraphes rédigés étant largement préférés. Les tableaux sont à réserver à la présentation de données structurées (résultats, etc.).
- Les appels de note de bas de page (petits chiffres en exposant, introduits par l'outil «  Source ») sont à placer entre la fin de phrase et le point final[comme ça].
- Les liens internes (vers d'autres articles de Wikipédia) sont à choisir avec parcimonie. Créez des liens vers des articles approfondissant le sujet. Les termes génériques sans rapport avec le sujet sont à éviter, ainsi que les répétitions de liens vers un même terme.
- Les liens externes sont à placer uniquement dans une section « Liens externes », à la fin de l'article. Ces liens sont à choisir avec parcimonie suivant les règles définies. Si un lien sert de source à l'article, son insertion dans le texte est à faire par les notes de bas de page.
- La présentation des références doit suivre les conventions bibliographiques. Il est recommandé d'utiliser les modèles {{Ouvrage}}, {{Chapitre}}, {{Article}}, {{Lien web}} et/ou {{Bibliographie}}. Le mode d'édition visuel peut mettre en forme automatiquement les références.
- Insérer une infobox (cadre d'informations à droite) n'est pas obligatoire pour parachever la mise en page.

Pour une aide détaillée, merci de consulter Aide:Wikification.
Si vous pensez que ces points ont été résolus, vous pouvez retirer ce bandeau et améliorer la mise en forme d'un autre article.
 (janvier 2021).
Un brigadier scolaire (terme généralement employé au Québec) ou assistant de la circulation, est une personne généralement bénévole,  mandatée par la police ou la commune, pour assurer la sécurité des piétons aux passages et intersections dits à risques. Le rôle du brigadier scolaire est de prévenir les accidents de la circulation, de renseigner sur les règles de sécurité, et éventuellement d'apporter au besoin les premiers secours.  
Souvent associés aux enfants des écoles primaires, les brigadiers scolaires arrêtent le flux de la circulation afin que les piétons puissent traverser un carrefour. Les brigadiers scolaires sont généralement reconnaissables par leurs survêtements distinctifs (vestes en jaune fluo, un bâton de circulation, casquette, etc.).

## Australie et Royaume-Uni
En Australie et au Royaume-Uni, un brigadier scolaire à niveau est communément appelé lollipop man ou lady, en raison du panneau d'arrêt circulaire qu'il/elle tient et qui ressemble à une grosse sucette. Le terme a été inventé dans les années 1960 lorsque des programmes de sensibilisation à la sécurité routière ont été mis en place dans les écoles du Royaume-Uni et que les patrouilles de passage à niveau ont été introduites par la loi de 1967 sur la réglementation de la circulation routière. En anglais, il existe le verbe lollipopping, qui peut également être utilisé pour les travaux routiers.
Des recherches menées au Royaume-Uni ont révélé que les parents et les enfants considèrent les brigadiers scolaires (lollipoppers) comme la solution la plus sûre pour traverser les écoles, neuf sur dix (92%) estimant que chaque école devrait en avoir un/une.
En Australie, les surveillants des passages à niveau des écoles sont employés par les autorités de transport des États et sont affectés aux sites de passage à niveau par des fonctionnaires du gouvernement. 
Selon la législation britannique, un automobiliste qui ne s'arrête pas à la demande d'un patrouilleur commet une infraction. Dans le passé, les patrouilleurs n'avaient pas le pouvoir d'arrêter la circulation seulement pour les enfants. Cependant, la loi sur les transports de 2000 permet à un patrouilleur d'arrêter la circulation pour tout piéton.

## Pays germanophones
En Allemagne et Autriche, les brigadiers scolaires sont communément appelés Schülerlotse ("élève pilote"), Verkehrshelfer ("assistant de circulation") ou Schulweghelfer ("assistant d'école").

### En Allemagne
En raison de l'augmentation du trafic, le premier service a été mis en place en Allemagne en 1954. Actuellement, il y a environ 50 000 brigadiers scolaires en Allemagne, tous bénévoles.
Les brigadiers scolaires sont formés, organisés et équipés par la Deutsche Verkehrswacht ("Association allemande de surveillance du trafic") en coopération avec la police nationale respective. Pour devenir brigadier scolaire, le candidat doit passer un examen qui varie d'un Land à l'autre et dont la formation préalable dure de 6 à 12 heures. Les Verkehrshelfern sont équipés de vestes réfléchissantes et de panneaux de signalisation circulaires (bâton de circulation). Les Verkehrshelfern sont mandatés (par la police ou la municipalité) et sont légalement assurés contre les conséquences des dommages corporels causés par les accidents par les caisses d'assurance accident ou les associations municipales d'assurance accident.

### En Autriche
Le service des Schülerlotsen a été lancé pour la première fois à Salzbourg en 1964. Parmi la plupart des brigadiers scolaires, environ 3 000 sont volontairement soumis au Zivildienst (un service communautaire obligatoire alternatif au service militaire). Si les volontaires ou les fonctionnaires du Zivildienst ne sont pas disponibles, ce service est accompli par des agents de la police locale ou fédérale. 
Les dénominations légales sont Schülerlotse pour les étudiants de 11 à 18 ans et Schulwegpolizist (en allemand, "agent de police des passages à niveau") pour les personnes de plus de 18 ans. 
Les Schülerlotsen sont assurés contre les accidents, conformément aux dispositions de la loi générale sur la sécurité sociale autrichienne.

## Japon
Au Japon, les gardes de passage à niveau sont appelés Gakudōyōgoin (学童擁護員). Le système a été mis en place à Tokyo en 1959. Il a été fondé pour offrir un emploi aux veuves après la Seconde Guerre mondiale.

## Nouvelle-Zélande
En Nouvelle-Zélande, une patrouille de passage des écoles, officiellement appelée School Traffic Safety Team, mais plus communément appelée School Patrol ou Road Patrol, a été introduite pour la première fois en 1931 et est reconnue dans la législation néo-zélandaise depuis 1944. Les élèves et les enseignants superviseurs sont chargés de diriger les patrouilles chaque jour, les élèves étant formés chaque année par la police néo-zélandaise. Environ 950 patrouilles scolaires opèrent au niveau national.
Des Kea Crossings (patrouilles scolaires qui n'opèrent pas sur les passages pour piétons) et des School Traffic Wardens sont également en place dans certaines écoles de Nouvelle-Zélande où la circulation est faible à moyenne.

## États-Unis
Les premières school safety patrols ("patrouilles de sécurité") dans les écoles ont été créées dans les années 1920, en raison de la préoccupation croissante pour le bien-être des élèves qui se rendent à l'école à pied, et l'augmentation du nombre de décès et d'incidents aux passages à niveau. Les premières patrouilles ont été formées à St. Paul, Minnesota, en 1920.

## France
En France, il n'existe pas de statut officiel ni de texte de loi pour régir l'emploi d'élèves comme brigadiers scolaires. La mise en place de brigadier sur le territoire français est donc anecdotique. Il existe cependant quelques initiatives provenant de lycées français à l'étranger, à l'instar de "Sécupark", qui, depuis 2011, organise la circulation autour du lycée français Victor Hugo (à Francfort) par les élèves du collège.